# 許鳳
許鳳（1465年—？），字天祥，山東濟南府章丘縣人，民籍，明朝政治人物。

## 生平
山東鄉試第六十五名舉人。弘治十五年（1502年）中式壬戌科會試第二百九十五名，三甲第一百七十一名進士。

## 家族
曾祖許士端；祖父許拳；父許宗，母翟氏。慈侍下。兄許鸞。弟許鸿。